# Hammarby IF BF

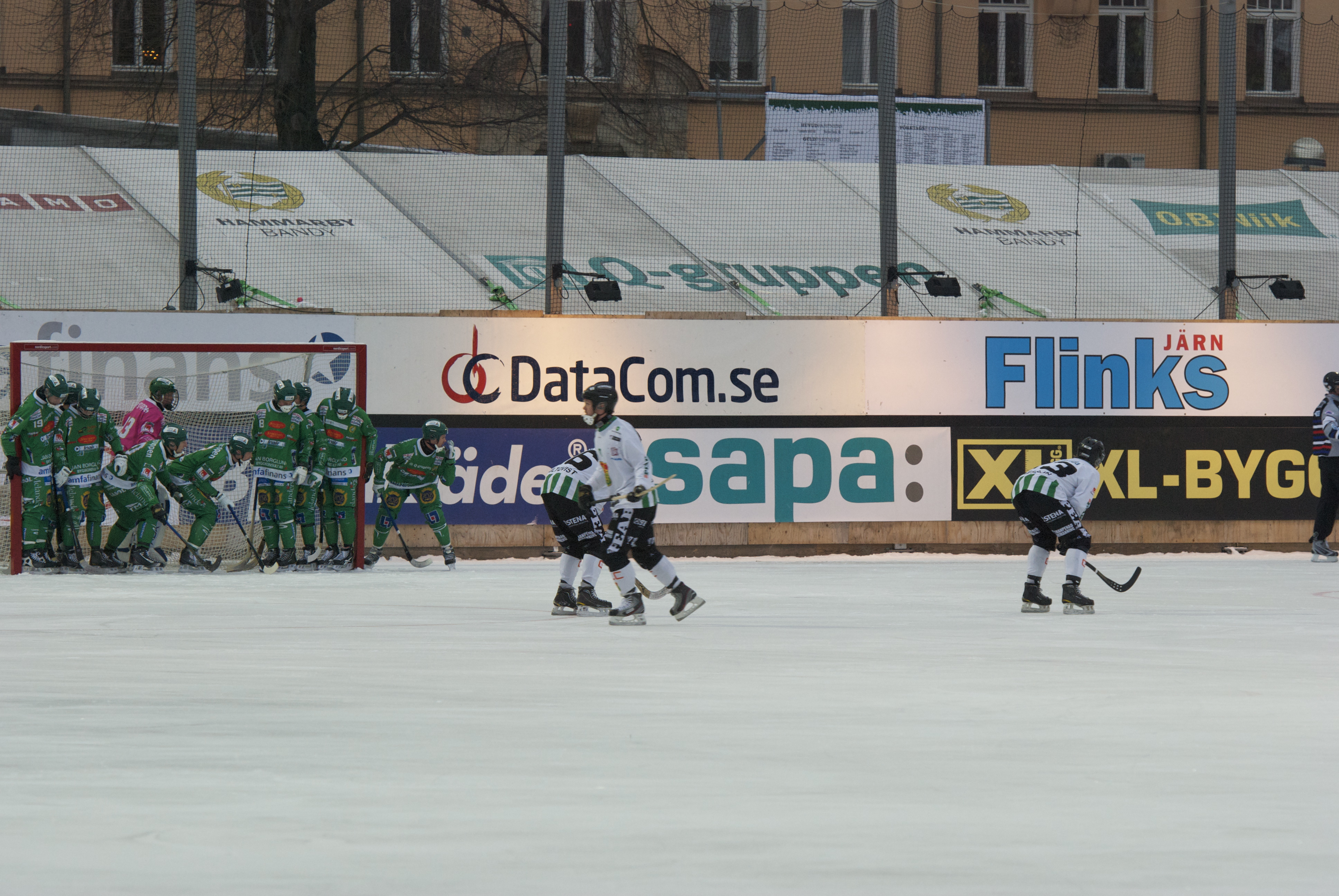
Team van Hammarby in actie

Hammarby IF BF is een bandyclub uit Stockholm in Zweden. De club werd opgericht in 1905. De club werd Zweeds kampioen in 2010 en 2013.